# Kopitnjak
Kopitnjak (lat. Asarum), rod trajnica iz porodice Aristolochiaceae. Postoji oko 120 vrsta raširenih po Euroaziji i Sjevernoj Americi. Jedna vrsta raste i u Hrvatskoj, to je šumski kopitnjak

## Vrste
1. Asarum ampulliflorum C.T.Lu & J.C.Wang
2. Asarum arifolium Michx.
3. Asarum asaroides (C.Morren & Decne.) Makino
4. Asarum asperum F.Maek.
5. Asarum balansae Franch.
6. Asarum bashanense Z.L.Yang
7. Asarum blumei Duch.
8. Asarum campaniflorum Yong Wang & Q.F.Wang
9. Asarum canadense L.
10. Asarum cardiophyllum Franch.
11. Asarum caucasicum (Duch.) N.Busch
12. Asarum caudatum Lindl.
13. Asarum caudigerellum C.Y.Chen & C.S.Yang
14. Asarum caudigerum Hance
15. Asarum caulescens Maxim.
16. Asarum celsum F.Maek. ex Hatus. & Yamahata
17. Asarum chatienshanianum C.T.Lu & J.C.Wang
18. Asarum chengkouense Z.L.Yang
19. Asarum chinense Franch.
20. Asarum chueyi Sinn
21. Asarum contractum (H.L.Blomq.) Barringer
22. Asarum cordifolium C.E.C.Fisch.
23. Asarum costatum (F.Maek.) T.Sugaw.
24. Asarum crassisepalum S.F.Huang, T.H.Hsieh & T.C.Huang
25. Asarum crassum F.Maek.
26. Asarum crispulatum C.Y.Chen & C.S.Yang
27. Asarum curvistigma F.Maek.
28. Asarum debile Franch.
29. Asarum delavayi Franch.
30. Asarum dilatatum (F.Maek.) T.Sugaw.
31. Asarum dissitum F.Maek. ex Hatus. & Yamahata
32. Asarum epigynum Hayata
33. Asarum europaeum L.
34. Asarum fauriei Franch.
35. Asarum forbesii Maxim.
36. Asarum fudsinoi T.Itô
37. Asarum fukienense C.Y.Chen & C.S.Yang
38. Asarum gelasinum Hatus. & Yamahata
39. Asarum geophilum Hemsl.
40. Asarum glabrum Merr.
41. Asarum gusk Hatus. & Yamahata
42. Asarum harperi (Gaddy) Diamond
43. Asarum hartwegii S.Watson
44. Asarum hatsushimae F.Maek. ex Hatus. & Yamahata
45. Asarum heterophyllum Ashe
46. Asarum heterotropoides F.Schmidt
47. Asarum hexalobum F.Maek.
48. Asarum himalaicum Hook.f. & Thomson ex Klotzsch
49. Asarum hongkongense S.M.Hwang & Wong Sui
50. Asarum hypogynum Hayata
51. Asarum ichangense C.Y.Chen & C.S.Yang
52. Asarum ikegamii (F.Maek. ex Y.Maek.) T.Sugaw.
53. Asarum inflatum C.Y.Chen & C.S.Yang
54. Asarum insigne Diels
55. Asarum kinoshitae (F.Maek. ex Kinosh.) T.Sugaw.
56. Asarum kiusianum F.Maek.
57. Asarum kooyanum Makino
58. Asarum koreanum J.G.Kim & C.S.Yook ex B.U.Oh
59. Asarum kumageanum Masam.
60. Asarum kurosawae Sugim.
61. Asarum lemmonii S.Watson
62. Asarum leucosepalum Hatus. ex Yamahata
63. Asarum lewisii Fernald
64. Asarum longerhizomatosum C.F.Liang & C.S.Yang
65. Asarum lutchuense (Honda) Koidz.
66. Asarum macranthum Hook.f.
67. Asarum maculatum Nakai
68. Asarum magnificum Tsiang ex C.Y.Cheng & C.S.Yang
69. Asarum majale T.Sugaw.
70. Asarum marmoratum Piper
71. Asarum maruyamae Yamaji & Ter.Nakam.
72. Asarum maximum Hemsl.
73. Asarum megacalyx (F.Maek.) T.Sugaw.
74. Asarum mikuniense Yamaji & Ter.Nakam.
75. Asarum minamitanianum Hatus.
76. Asarum minus Ashe
77. Asarum misandrum B.U.Oh & J.G.Kim
78. Asarum mitoanum T.Sugaw.
79. Asarum monodoriflorum Hatus. & Yamahata
80. Asarum muramatsui Makino
81. Asarum nanchuanense C.S.Yang & J.L.Wu
82. Asarum nazeanum T.Sugaw.
83. Asarum nipponicum F.Maek.
84. Asarum nobilissimum Z.L.Yang
85. Asarum nomadakense Hatus.
86. Asarum okinawense Hatus.
87. Asarum parviflorum Regel
88. Asarum pellucidum Hatus. & Yamahata
89. Asarum petelotii O.C.Schmidt
90. Asarum porphyronotum C.Y.Chen & C.S.Yang
91. Asarum pubitessellatum C.T.Lu & J.C.Wang
92. Asarum pulchellum Hemsl.
93. Asarum renicordatum C.Y.Chen & C.S.Yang
94. Asarum reticulatum Merr.
95. Asarum rigescens F.Maek.
96. Asarum robilissimum Z.L.Yang
97. Asarum rosei Sinn
98. Asarum sagittarioides C.F.Liang
99. Asarum sakawanum Makino
100. Asarum satsumense F.Maek.
101. Asarum savatieri Franch.
102. Asarum senkakuinsulare Hatus.
103. Asarum shuttleworthii Britten & Baker f.
104. Asarum sieboldii Miq.
105. Asarum simile Hatus. & Yamahata
106. Asarum splendens (F.Maek.) C.Y.Chen & C.S.Yang
107. Asarum sprengeri Pamp.
108. Asarum subglobosum F.Maek. ex Hatus. & Yamahata
109. Asarum tabatanum T.Sugaw.
110. Asarum taipingshanianum S.F.Huang, T.H.Hsieh & T.C.Huang
111. Asarum tamaense Makino
112. Asarum tawushanianum C.T.Lu & J.C.Wang
113. Asarum tohokuense Yamaji & Ter.Nakam.
114. Asarum tokarense Hatus. & Yamahata
115. Asarum tongjiangense Z.L.Yang
116. Asarum trigynum (F.Maek.) Araki
117. Asarum trinacriforme Hatus. & Yamahata
118. Asarum unzen (F.Maek.) Kitam. & Murata
119. Asarum villisepalum C.T.Lu & J.C.Wang
120. Asarum virginicum L.
121. Asarum viridiflorum Regel
122. Asarum wagneri K.L.Lu & M.R.Mesler
123. Asarum wulingense C.F.Liang
124. Asarum yaeyamense Hatus.
125. Asarum yakusimense Masam.
126. Asarum yentuense N.A.Tuan & Sasamoto
127. Asarum yoshikawae T.Sugaw.
128. Asarum yunnanense T.Sugaw., Ogisu & C.Y.Cheng